# 幌登岳
幌登岳（日语：／）是西萨哈林山脉的山，属萨哈林州波罗奈区，海拔1,259米，卡緬卡河发源于此山，过去属敷香郡敷香町，是桦太厅第二高峰，最近的火车站是初问站，该山没有俄语名称。